# GIMAP4
GIMAP4 (англ. GTPase, IMAP family member 4) – білок, який кодується однойменним геном, розташованим у людей на короткому плечі 7-ї хромосоми. Довжина поліпептидного ланцюга білка становить 329 амінокислот, а молекулярна маса — 37 534.
| 10         |  | 20         |  | 30         |  | 40         |  | 50         |
| ---------- |  | ---------- |  | ---------- |  | ---------- |  | ---------- |
| MAAQYGSMSF |  | NPSTPGASYG |  | PGRQEPRNSQ |  | LRIVLVGKTG |  | AGKSATGNSI |
| LGRKVFHSGT |  | AAKSITKKCE |  | KRSSSWKETE |  | LVVVDTPGIF |  | DTEVPNAETS |
| KEIIRCILLT |  | SPGPHALLLV |  | VPLGRYTEEE |  | HKATEKILKM |  | FGERARSFMI |
| LIFTRKDDLG |  | DTNLHDYLRE |  | APEDIQDLMD |  | IFGDRYCALN |  | NKATGAEQEA |
| QRAQLLGLIQ |  | RVVRENKEGC |  | YTNRMYQRAE |  | EEIQKQTQAM |  | QELHRVELER |
| EKARIREEYE |  | EKIRKLEDKV |  | EQEKRKKQME |  | KKLAEQEAHY |  | AVRQQRARTE |
| VESKDGILEL |  | IMTALQIASF |  | ILLRLFAED  |  |            |  |            |

A: Аланін

C: Цистеїн

D: Аспарагінова кислота

E: Глутамінова кислота

F: Фенілаланін

G: Гліцин

H: Гістидин

I: Ізолейцин

K: Лізин

L: Лейцин

M: Метіонін

N: Аспарагін

P: Пролін

Q: Глутамін

R: Аргінін

S: Серин

T: Треонін

V: Валін

W: Триптофан

Кодований геном білок за функцією належить до фосфопротеїнів. 
Білок має сайт для зв'язування з нуклеотидами, ГТФ. 
Локалізований у цитоплазмі.